# Gabriel Magalhães
Gabriel dos Santos Magalhães, noto semplicemente come Gabriel Magalhães o solo Gabriel (San Paolo, 19 dicembre 1997), è un calciatore brasiliano, difensore dell'Arsenal e della nazionale brasiliana.

## Caratteristiche tecniche
È un difensore centrale dotato di grande forza fisica, a cui unisce una buona tecnica palla al piede e una buona velocità. È mancino, in difesa è forte nell'uno-contro uno, si distingue per l'ottimo senso della posizione e nella lettura del gioco, capacità che gli consentono di prevalere sull'avversario nel contrasto fisico. Vanta anche un ottimo stacco aereo, è capace di segnare sfruttando il colpo di testa, spesso le sue capacità realizzative si esprimono su azioni da palla inattiva.

## Carriera

### Club
Cresciuto nelle giovanili dell'Avaí, fa il suo esordio da professionista il 15 maggio 2016 nella partita persa per 1-2 contro il Bahia. Nel mercato invernale del 2017 viene ceduto al Lilla. Dopo due prestiti a Troyes e Dinamo Zagabria, all'inizio della stagione 2018-2019 torna al Lilla, dove trascorre due anni.
Il 1º settembre 2020 viene acquistato dall'Arsenal, che versa ai francesi 26 milioni di euro più 4 milioni di bonus. Il 12 settembre seguente debutta in occasione della vittoria per 0-3 contro il Fulham, in cui va anche a segno. Realizza un gol nella Champions League scofinggendo per 5-1 lo Sporting Lisbona.

### Nazionale
Nel 2017 viene convocato dalla nazionale Under-20 brasiliana per il Campionato sudamericano di categoria, in cui disputa 3 partite.
L'8 novembre 2021 riceve la sua prima convocazione in nazionale maggiore al posto dell'infortunato Lucas Veríssimo. Esordisce con i verdeoro l'8 settembre 2023 nel successo per 5-1 contro la Bolivia. Il 12 ottobre seguente realizza il suo primo gol con la massima selezione brasiliana nel pareggio interno contro il Venezuela (1-1).

## Statistiche

### Presenze e reti nei club
Statistiche aggiornate al 23 luglio 2025.
| Stagione        | Squadra         | Campionato      | Campionato | Campionato | Coppe nazionali | Coppe nazionali | Coppe nazionali | Coppe continentali | Coppe continentali | Coppe continentali | Altre coppe | Altre coppe | Altre coppe | Totale | Totale |
| Stagione        | Squadra         | Comp            | Pres       | Reti       | Comp            | Pres            | Reti            | Comp               | Pres               | Reti               | Comp        | Pres        | Reti        | Pres   | Reti   |
| --------------- | --------------- | --------------- | ---------- | ---------- | --------------- | --------------- | --------------- | ------------------ | ------------------ | ------------------ | ----------- | ----------- | ----------- | ------ | ------ |
| 2016            | Avaí            | B+CC            | 21+13      | 1+0        | CB              | 4               | 0               | -                  | -                  | -                  | PL          | 1           | 1           | 39     | 2      |
| gen.-giu. 2017  | Lilla           | L1              | 1          | 0          | CF+CdL          | 0+0             | 0               | -                  | -                  | -                  | -           | -           | -           | 1      | 0      |
| 2017-feb. 2018  | Troyes          | L1              | 1          | 0          | CF+CdL          | 2+1             | 0               | -                  | -                  | -                  | -           | -           | -           | 4      | 0      |
| feb.-giu. 2018  | Dinamo Zagabria | 1. HNL          | 1          | 0          | CC              | 0               | 0               | -                  | -                  | -                  | -           | -           | -           | 1      | 0      |
| 2018-2019       | Lilla           | L1              | 14         | 1          | CF+CdL          | 2+1             | 0               | -                  | -                  | -                  | -           | -           | -           | 17     | 1      |
| 2019-2020       | Lilla           | L1              | 24         | 1          | CF+CdL          | 1+3             | 0               | UCL                | 6                  | 0                  | -           | -           | -           | 34     | 1      |
| Totale Lilla    | Totale Lilla    | Totale Lilla    | 39         | 2          |                 | 7               | 0               |                    | 6                  | 0                  |             | -           | -           | 52     | 2      |
| 2020-2021       | Arsenal         | PL              | 23         | 2          | FACup+CdL       | 1+2             | 0               | UEL                | 6                  | 1                  | -           | -           | -           | 32     | 3      |
| 2021-2022       | Arsenal         | PL              | 35         | 5          | FACup+CdL       | 0+3             | 0               | -                  | -                  | -                  | -           | -           | -           | 38     | 5      |
| 2022-2023       | Arsenal         | PL              | 38         | 3          | FACup+CdL       | 2+1             | 0               | UEL                | 7                  | 0                  | -           | -           | -           | 48     | 3      |
| 2023-2024       | Arsenal         | PL              | 36         | 4          | FACup+CdL       | 1+2             | 0               | UCL                | 10                 | 0                  | CS          | 1           | 0           | 50     | 4      |
| 2024-2025       | Arsenal         | PL              | 28         | 3          | FACup+CdL       | 1+4             | 1+0             | UCL                | 9                  | 1                  | -           | -           | -           | 42     | 5      |
| 2025-2026       | Arsenal         | PL              | 0          | 0          | FACup+CdL       | 0+0             | 0               | UCL                | 0                  | 0                  | -           | -           | -           | 0      | 0      |
| Totale Arsenal  | Totale Arsenal  | Totale Arsenal  | 160        | 17         |                 | 17              | 1               |                    | 32                 | 2                  |             | 1           | 0           | 207    | 20     |
| Totale carriera | Totale carriera | Totale carriera | 232        | 20         |                 | 31              | 1               |                    | 38                 | 2                  |             | 2           | 1           | 294    | 24     |

### Cronologia presenze e reti in nazionale
| Cronologia completa delle presenze e delle reti in nazionale ― Brasile | Cronologia completa delle presenze e delle reti in nazionale ― Brasile | Cronologia completa delle presenze e delle reti in nazionale ― Brasile | Cronologia completa delle presenze e delle reti in nazionale ― Brasile | Cronologia completa delle presenze e delle reti in nazionale ― Brasile | Cronologia completa delle presenze e delle reti in nazionale ― Brasile | Cronologia completa delle presenze e delle reti in nazionale ― Brasile | Cronologia completa delle presenze e delle reti in nazionale ― Brasile |
| Data                                                                   | Città                                                                  | In casa                                                                | Risultato                                                              | Ospiti                                                                 | Competizione                                                           | Reti                                                                   | Note                                                                   |
| ---------------------------------------------------------------------- | ---------------------------------------------------------------------- | ---------------------------------------------------------------------- | ---------------------------------------------------------------------- | ---------------------------------------------------------------------- | ---------------------------------------------------------------------- | ---------------------------------------------------------------------- | ---------------------------------------------------------------------- |
| 8-9-2023                                                               | Belém                                                                  | Brasile                                                                | 5 – 1                                                                  | Bolivia                                                                | Qual. Mondiali 2026                                                    | -                                                                      | 84’                                                                    |
| 12-9-2023                                                              | Lima                                                                   | Perù                                                                   | 0 – 1                                                                  | Brasile                                                                | Qual. Mondiali 2026                                                    | -                                                                      |                                                                        |
| 12-10-2023                                                             | Cuiabá                                                                 | Brasile                                                                | 1 – 1                                                                  | Venezuela                                                              | Qual. Mondiali 2026                                                    | 1                                                                      |                                                                        |
| 17-10-2023                                                             | Montevideo                                                             | Uruguay                                                                | 2 – 0                                                                  | Brasile                                                                | Qual. Mondiali 2026                                                    | -                                                                      |                                                                        |
| 16-11-2023                                                             | Barranquilla                                                           | Colombia                                                               | 2 – 1                                                                  | Brasile                                                                | Qual. Mondiali 2026                                                    | -                                                                      | 82’                                                                    |
| 21-11-2023                                                             | Rio de Janeiro                                                         | Brasile                                                                | 0 – 1                                                                  | Argentina                                                              | Qual. Mondiali 2026                                                    | -                                                                      | 72’                                                                    |
| 28-6-2024                                                              | Paradise                                                               | Paraguay                                                               | 1 – 4                                                                  | Brasile                                                                | Coppa America 2024 - 1º turno                                          | -                                                                      | 87’                                                                    |
| 6-9-2024                                                               | Curitiba                                                               | Brasile                                                                | 1 – 0                                                                  | Ecuador                                                                | Qual. Mondiali 2026                                                    | -                                                                      |                                                                        |
| 10-9-2024                                                              | Asunción                                                               | Paraguay                                                               | 1 – 0                                                                  | Brasile                                                                | Qual. Mondiali 2026                                                    | -                                                                      |                                                                        |
| 10-10-2024                                                             | Santiago del Cile                                                      | Cile                                                                   | 1 – 2                                                                  | Brasile                                                                | Qual. Mondiali 2026                                                    | -                                                                      |                                                                        |
| 15-10-2024                                                             | Brasília                                                               | Brasile                                                                | 4 – 0                                                                  | Perù                                                                   | Qual. Mondiali 2026                                                    | -                                                                      |                                                                        |
| 14-11-2024                                                             | Maturin                                                                | Venezuela                                                              | 1 – 1                                                                  | Brasile                                                                | Qual. Mondiali 2026                                                    | -                                                                      |                                                                        |
| 20-11-2024                                                             | Salvador                                                               | Brasile                                                                | 1 – 1                                                                  | Uruguay                                                                | Qual. Mondiali 2026                                                    | -                                                                      | 90+3’                                                                  |
| 20-3-2025                                                              | Brasilia                                                               | Brasile                                                                | 2 – 1                                                                  | Colombia                                                               | Qual. Mondiali 2026                                                    | -                                                                      | 45+1’                                                                  |
| Totale                                                                 |                                                                        | Presenze                                                               | 14                                                                     |                                                                        | Reti                                                                   | 1                                                                      |                                                                        |

## Palmarès

### Club
- Community Shield: 1

Arsenal: 2023

### Individuale
- PFA Premier League Team of the Year: 1

2024-2025